# Татаро-Никольское
 Татаро-Никольское  — село в Пачелмском районе Пензенской области. Входит в состав Черкасского сельсовета.

## География
Находится в западной части Пензенской области на расстоянии приблизительно 21 км на северо-запад от районного центра поселка Пачелма.

## История
Основано в XVII веке служилыми татарами. В 1894 году здесь имелась мечеть. Между 1912 и 1926 годами выделилась из села Никольского, Шичкилей тож. В 1980-х годах — совхоз «Архангельский». В 2004 году-116 хозяйств.

## Население
Численность населения: 1003 человека (1926 год), 1340 (1930), 385 (1959), 358 (1979), 406 (1989), 374 (1996). Население составляло 298 человек (русские 37 %, татары 62 %) в 2002 году, 298 в 2010.